# Niños Héroes (Michoacán)
Niños Héroes es una localidad del estado mexicano de Michoacán. Es parte del municipio de Jiquilpan.

## Toponimia
El nombre de la población rinde homenaje a los Niños Héroes de Chapultepec, un grupo de cadetes mexicanos que combatieron en la Batalla de Chapultepec de 1847, durante la primera intervención estadounidense en México.

## Demografía
| Censo | Población |
| ----- | --------- |
| 2000  | 624       |
| 2010  | 860       |
| 2020  | 1361      |